# Svart grässmyg
Svart grässmyg (Amytornis housei) är en fågel i familjen blåsmygar inom ordningen tättingar.

## Utbredning och systematik
Fågeln förekommer i sandstensområden i västra Kimberley (Western Australia). Den behandlas som monotypisk, det vill säga att den inte delas in i några underarter.

## Status
IUCN kategoriserar arten som livskraftig.